# Acyrthosiphon pisum
Acyrthosiphon pisum là một loài côn trùng hút nhựa cây thuộc họ Aphididae. Chúng hút nhựa nhiều cây họ Đậu trên khắp thế giới, trong đó có nhiều cây họ đậu là cây trông. Vào mùa thu, con cái đẻ trứng đã được thụ tinh và trứng qua mùa đông và nở vào mùa xuân tiếp theo.